# Hans Berliner
Hans Jack Berliner (Berlijn, 27 januari 1929 – Riviera Beach, 13 januari 2017) was een Amerikaanse informaticus en schaker.

## Loopbaan
Toen hij acht jaar oud was, emigreerde de Joodse familie Berliner vanuit nazi-Duitsland naar de Verenigde Staten.
In 1952 speelde hij mee in de Schaakolympiade te Helsinki. In 1968 werd Berliner grootmeester ICCF en van 1965 tot 1968 speelde hij mee om het wereldkampioenschap correspondentieschaak dat hij op zijn naam bracht. Hierna heeft Berliner geen correspondentiepartijen meer gespeeld totdat hij zich in 2001 opgaf voor het toernooi "Kampioen der Wereldkampioenen".
Berliner was emeritus hoogleraar in de computerwetenschappen. Hij overleed in 2017 op 87-jarige leeftijd.